# Leonard Cohen
Leonard Cohen   (Montreal, 21 de setembre de 1934 - Los Angeles, 7 de novembre de 2016) אליעזר בן ניסן הכהן, Eli'ézer ben Nissan HaCohen segons el seu nom hebreu), fou un poeta, novel·lista i cantant quebequès. Va ser conegut especialment per l'última d'aquestes facetes, la de cantautor. Les lletres de Cohen són molt emotives i líricament complexes, encara que els seus tres eixos temàtics són l'amor, la religió i les relacions de parella. Deuen més als jocs de paraules i metàfores de la poesia que a les convencions de la música folk. Cohen cantava amb una veu peculiarment greu. La seva música ha influït molts altres autors i les seves cançons han estat interpretades per molts altres artistes. Visqué a Mont-real, Londres, Grècia, Nova York, Los Angeles.
El juny de 2011 fou guardonat amb el Premi Príncep d'Astúries de les Lletres.
Va morir a Los Angeles el 7 de novembre de 2016, tot i que no fou anunciat fins al 10 de novembre. Va ser enterrat el 10 de novembre al Shaar Hashomayim Cemetery de Mont-real, abans de fer-se pública la notícia del traspàs.

## Biografia

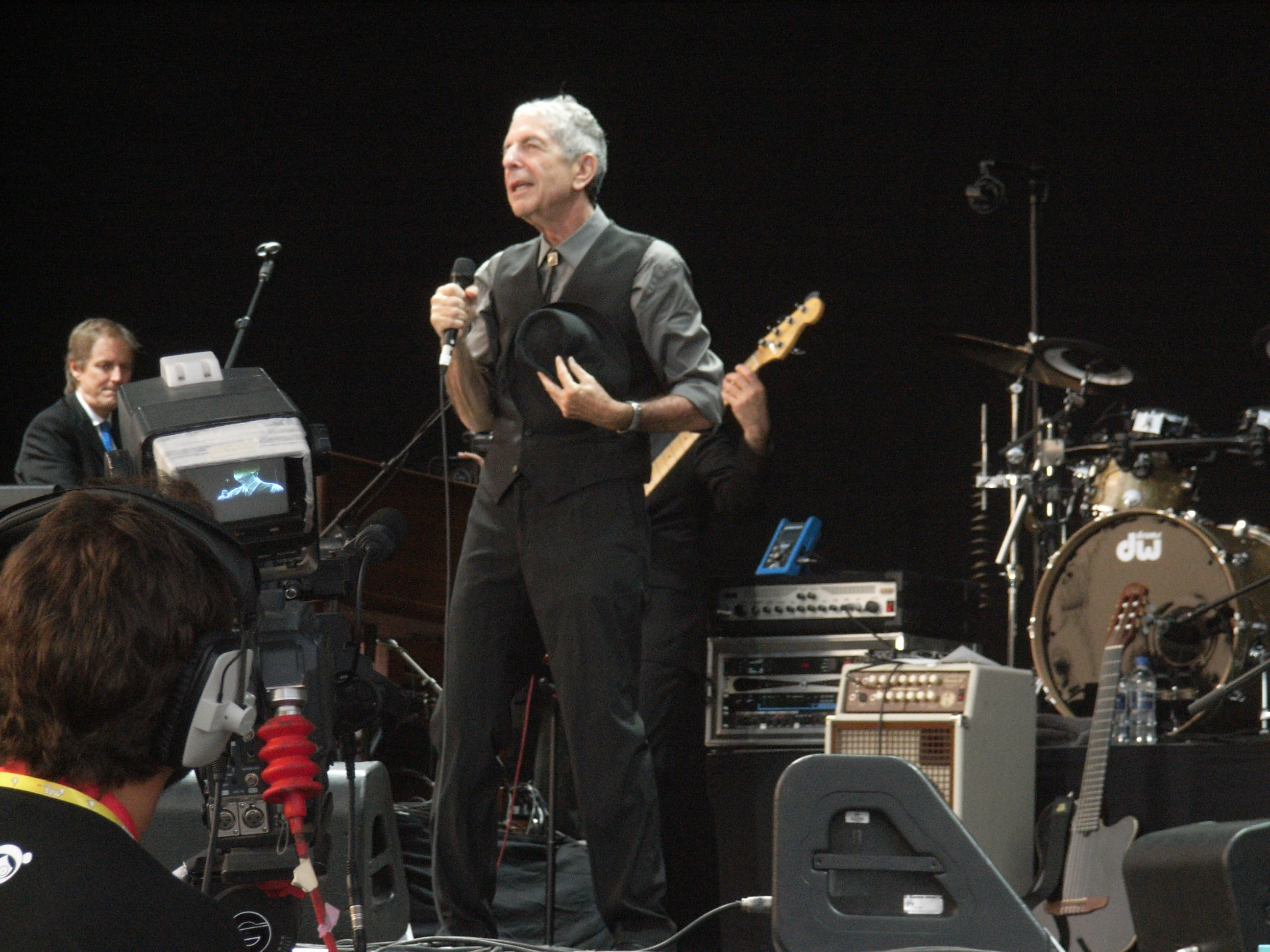
Leonard Cohen durant el FIB el 2008

### Joventut
Leonard Cohen va néixer en una família jueva de classe mitjana i d'ascendència lituana el 1934 a Mont-real, Quebec. Va viure a Westmount a l'illa de Mont-real. El seu pare, Nathan Cohen, era propietari d'una botiga de roba i va morir quan Leonard tenia 9 anys. Durant l'adolescència va aprendre a tocar la guitarra i va formar un grup de música d'inspiració country-folk anomenat Buckskin boys.

### Naixement d'un poeta
El 1951, Leonard Cohen va entrar a la Universitat McGill de Mont-real. El seu primer recull de poesia titulat Let Us Compare Mythologies va aparèixer el 1956 i fou editat per McGill Poetry Series, quan només era un estudiant sense títol.
El 1961, The Spice Box of Earth el va fer famós en els cercles de poetes canadencs. Després es va instal·lar a Grècia, a l'illa d'Hydra on va publicar Flowers for Hitler el 1964, i les novel·les The Favorite Game (1963) i Beautiful Losers (1966).
The Favorite Game és una novel·la d'aprenentatge, autobiogràfica amb el tema d'un jove que busca la seva identitat en l'escriptura. Per contra, Beautiful Losers es pot considerar com una novel·la amb un protagonista que no tindrà fama, ja que s'inscriu en la narrativa postmoderna de destrucció de la identitat dels personatges principals i combina sagrat i profà, religió i sexualitat, amb una llengua molt rica i lírica, però extremament dura.

### Cohen lletrista
Cohen es va instal·lar als Estats Units i va començar a cantar en els festivals folk. El 1966 Judy Collins va convertir en un hit la cançó Suzanne. Aquesta peça fa referència a Suzanne Verdal, l'antiga esposa d'un amic, l'escultor quebequès Armand Vaillancourt. John H. Hammond el va fer signar pel segell Columbia Records i el 1967 va aparèixer el seu primer àlbum, Songs of Leonard Cohen que també contenia una versió de Suzanne. Fou un àlbum ben rebut per la crítica. A aquest àlbum el van seguir Songs from a Room (1969), Songs of Love and Hate, Live Songs (1973) i New Skin for the Old Ceremony (1974).
El 1977 apareix Death of a Ladies' Man, produït per Phil Spector, que s'allunya del minimalisme habitual. Recent Songs de factura més clàssica va sortir el 1979.
El 1984 va aparèixer Various Positions un àlbum molt espiritual que conté la coneguda Hallelujah. Columbia va renunciar als drets de l'àlbum per als Estats Units, on Cohen va tenir un èxit menys important que a Europa o al Canadà. El 1986 va aparèixer en un episodi de la sèrie Miami Vice. El 1988 I'm Your Man marca un canvi dins l'escriptura i la composició dels temes. Apareixen els sintetitzadors i també l'humor negre en les lletres.

### La retirada
El 1994, després de la promoció de l'àlbum The Future, Leonard Cohen es va retirar a un monestir budista, al Mount Baldy Zen Center, proper a Los Angeles. El 1996, va ser ordenat monjo budista Zen, com a Jikan, Dharma, que vol dir silenciós. Va marxar del Mount Baldy a la primavera de 1999. Durant aquest període, no va compondre cap cançó, però va començar de nou amb l'àlbum Ten New Songs (2001) amb la col·laboració i influència de Sharon Robinson, que també va intervenir a Dear Heather de 2004 i en el qual també va intervenir la companya de Cohen i cantant de jazz Anjani Thomas.
El 2006, Cohen va escriure i publicar un nou recull poètic, Book of Longing i Blue Alert, aquest darrer coescrit amb Anjani Thomas. Paral·lelament, el documental Leonard Cohen: I'm Your Man va aparèixer als cinemes. Es tracta d'un grup d'entrevistes realitzades per fer aquesta pel·lícula i presentacions en directe d'artistes com Nick Cave, Rufus Wainwright, Jarvis Cocker i un concert d'homenatge.
El 2007 Philip Glass, compositor de música contemporània, va musicar el recull Book of Longing i el va estrenar, amb Cohen que recitava, l'1 de juny de 2007 a Toronto en el Luminato Festival.
El 2008 va tenir lloc una gira mundial de Cohen i el 2009 una altra, en el marc de la qual va cantar l'onze d'agost a la ciutat de Mallorca, el 15 a Girona, el 18 de setembre a València i el 21 a Barcelona. Encara l'octubre de 2012 va tornar a Barcelona en el marc d'una nova gira mundial per presentar el darrer disc, Old Ideas.
Els seus darrers anys va residir al barri portuguès de Mont-real, la seva ciutat natal.

## Temes
Els temes recurrents en l'obra de Cohen inclouen l'amor i el sexe, la religió, la depressió psicològica, i la música en si. Encara que també va abordar certs assumptes polítics, ho va fer de vegades de manera ambigua.
L'amor i el sexe són temes habituals en la música popular. L'experiència de Cohen com a novel·lista i poeta el dotà d'una sensibilitat especial per a tractar-los. "Suzanne," probablement la primera cançó de Cohen que va atreure l'atenció de públics amplis, barreja cert tipus d'amor amb la meditació religiosa, mescla que igualment es produeix a "Joan of Arc." Famous Blue Raincoat" ofereix el punt de vista d'un home el matrimoni del qual s'ha trencat a causa de la infidelitat de la seva esposa amb un amic d'ell. La cançó està escrita amb la forma d'una carta a aquest amic a qui escriu "Suposo que et trobo a faltar, suposo que et perdono. Has de saber que el teu enemic està adormit i que la seva dona és lliure" mentre que "Everybody Knows" tracta la crua realitat de la sida. "Sisters of Mercy" evoca l'amor autèntic (agape més que eros) que troba en una habitació d'hotel amb dues dones d'Edmonton i "Chelsea Hotel #2" descriu la seva aventura amb Janis Joplin d'una manera bastant poc sentimental.
Cohen també va adaptar textos d'altres autors. La lletra de la cançó Take this Waltz, del disc I'm your Man (1988), és una adaptació del poema Pequeño vals vienés de Federico García Lorca.

## Discografia

### Disc d'estudi
- Songs of Leonard Cohen (1967)
- Songs from a Room (1969)
- Songs of Love and Hate (1971)
- Live Songs (1973)
- New Skin for the Old Ceremony (1974)
- Death of a Ladies' Man (1977)
- Recent Songs (1979)
- Various Positions (1984)
- I'm Your Man (1988)
- The Future (1992)
- Cohen Live (1994)
- Field Commander Cohen: Tour of 1979 (2001)
- Ten New Songs (2001)
- Dear Heather (2004)
- Old Ideas (2012)
- Popular Problems (2014)
- You Want It Darker (2016)

### Directes
- Live Songs (1973)
- Live in Concert (1994)
- Field Commander Cohen: Tour of 1979 (2001)
- Live in London (2009)
- Live At The Isle Of Wight 1970 (2009)
- Songs From The Road (2010)
- Live in Dublin  (2014)
- Can´t Forget:A Souvenir of the Grand Tour  (2015)

### Compilacions
- The Best of Leonard Cohen, 1975, Columbia, Gold.
- So Long, Marianne, 1991, Columbia.
- More Best of Leonard Cohen, 1997, Columbia.
- The Essential Leonard Cohen, 2002, Columbia.

### Reedicions
- Songs of Leonard Cohen (Àlbum remasterizat, en format digipack i amb 2 cançons inèdites, 2007)
- Songs from a Room (Àlbum remasterizat, en format digipack i amb 2 cançons inèdites, 2007)
- Songs of Love and Hate (Àlbum remasterizat, en format digipack i amb una cançó inèdita, 2007)

### DVD
- Leonard Cohen: I'm Your Man Dir. Lian Lunson (2005)
- Live in London (2009)
- Songs From The Road (2010) - Inclou un documentari gravat per la seva filla Lorca.

## Discs d'homenatge
- I'm Your Fan, 1991, versions de Cohen interpretades per artistes folk i alternatius com R.E.M., Nick Cave i the Bad Seeds, Pixies, The Lilac Time and Geoffrey Oryema,
- Tower of Song, enregistrat el 1995, té un programa clarament pop-rock amb versions de Sting, Jann Arden, Willie Nelson i Elton John.
- Famous Blue Raincoat: Songs of Leonard Cohen, per Jennifer Warnes (1987), és l'àlbum d'homenatge més famós.
- Bird on the Wire: the Songs of Leonard Cohen, per Perla Batalla, el 2005.
- Leonard Cohen: I'm Your Man, és la banda sonora del documental del mateix nom aparegut el 2006. Inclou versions de les cançons de Cohen fetes per Nick Cave, Rufus Wainwright, Martha Wainwright, U2, Kate and Anna McGarrigle, The Handsome Family, Jarvis Cocker, Teddy Thompsson, Beth Orton, Antony i altres. Va ser produït per Hal Willner.
- Acordes con Leonard Cohen, 2007, amb adaptacions al castellà, català i basc. Se'n va fer un disc del directe: Acordes con Leonard Cohen Live, 2009.
- Hi ha almenys 32 discos d'homenatge en altres llengües diferents de l'anglès.

## Llibres
- Let Us Compare Mythologies (poesia) 1956
- The Spice-Box of Earth (poesia) 1961
- The Favourite Game (novel·la) 1963
- Flowers for Hitler (poesia) 1964
- Beautiful Losers (novel·la) 1966
- Parasites of Heaven (poesia) 1966
- Selected Poems 1956–1968 (poesia) 1968
- The Energy of Slaves (poesia) 1972
- Death of a Lady's Man (poesia) 1978
- Book of Mercy (poesia) 1984
- Stranger Music (poemes i cançons) 1993
- Book of Longing (poesia, prosa, dibuixos) 2006